# Abraham Ahlén

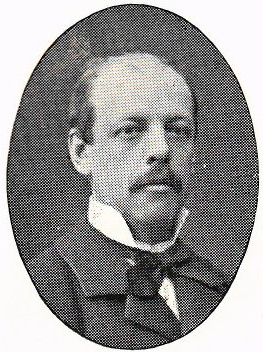
Abraham Ahlén.

Abraham Ahlén, född den 1 augusti 1844 i Härene med Skofteby socken, Skaraborgs län, död den 9 mars 1931 i Stockholm, var en svensk skolman. Han var gift med Louise Ahlén.
Ahlén blev 1863 student vid Uppsala universitet, avlade filosofie kandidatexamen 1868, promoverades till filosofie doktor 1869 och avlade teoretisk teologisk examen 1873. Han blev kollega vid Östermalms lägre allmänna läroverk 1869. Ahlén var lektor i teologi och historia vid Kristianstads högre allmänna läroverk 1869–1908, tjänstledig från 1895. Han utgav skrifter av historiskt och arkeologiskt innehåll. Ahlén invaldes som korresponderande ledamot av Vitterhetsakademien 1887. Han blev riddare av Vasaorden 1892. Ahlén vilar på Norra begravningsplatsen utanför Stockholm.